# Pelabai (onderdistrict)
Pelabai is een onderdistrict (kecamatan) in het regentschap Lebong in de Indonesische provincie Bengkulu,  Sumatra, Indonesië.

## Verdere onderverdeling
Het onderdistrict Pelabai is anno 2010 verdeeld in 9 kelurahan, plaatsen en dorpen:
- [001] Tanjung Agung (Pelabai) telt 931 inwoners
- [002] Sukau Datang telt 1.184 inwoners
- [003] Sukau Datang Satu telt 561 inwoners
- [004] Gunung Alam (Pelabai) telt 702 inwoners
- [005] Tabeak Blau Dua telt 339 inwoners
- [006] Kota Baru Santan telt 608 inwoners
- [007] Tik Teleu telt 663 inwoners
- [008] Pelabai (Pelabai) telt 1.027 inwoners
- [009] UPT Tanjung Agung telt 72 inwoners